# 552e Grenadierdivisie
De 552e Grenadierdivisie (Duits: 552. Grenadier-Division) was een Duitse infanteriedivisie tijdens de Tweede Wereldoorlog. 

## Geschiedenis
De divisie werd opgericht als zogenaamde Sperrdivisie op 11 juli 1944 in Sennelager in Wehrkreis VI als onderdeel van de 29. Welle. Op 25 juli 1944 werd de divisie omgedoopt tot 6e Grenadierdivisie.

## Commandanten
| Rang | Naam | Begin        | Eind         |
| ---- | ---- | ------------ | ------------ |
|      | ??   | 11 juli 1944 | 25 juli 1944 |

## Samenstelling
- Grenadier-Regiment 1116
- Grenadier-Regiment 1117
- Grenadier-Regiment 1118
- Artillerie-Regiment 1552
- Divisie-eenheden 1552, deels ook 552